# Temporada 1953 del Campeonato de Europa de Rally
La temporada 1953 fue la 1º edición del Campeonato de Europa de Rally. Comenzó el 20 de enero con el Rally de Montecarlo y finalizó el 18 de octubre en el Rallye Automóvel de Lisboa.

## Calendario
| N.º | Fecha                    | Rally                                     |
| --- | ------------------------ | ----------------------------------------- |
| 1   | 20-27 de enero           | 23. Rallye Automobile de Monte-Carlo      |
| 2   | 26 de febrero-2 de marzo | 4. Rallye Automobilistico del Sestriere   |
| 3   | 23-28 de marzo           | 3. RAC Rally of Great Britain             |
| 4   | 26-30 de abril           | 5. Internationale Tulpenrallye            |
| 5   | 3-7 de junio             | 3. Internationale Rallye Travemunde       |
| 6   | 13-16 de junio           | 4. Svenska Rallyt till Midnattssolen      |
| 7   | 10-16 de julio           | 16. Rallye International des Alpes        |
| 8   | 19-23 de agosto          | 12. Liège-Rome-Liège                      |
| 9   | 11-13 de septiembre      | 3. Viking Rally                           |
| 10  | 13-18 de octubre         | 7. Rally Automovel Int. de Lisboa-Estoril |

## Resultados

### Campeonato de pilotos
| Pos. | Piloto          | MON | SES | GBR | TUP | TRA | SWE | ALP | LIE | VIK | LIS | Puntos |
| ---- | --------------- | --- | --- | --- | --- | --- | --- | --- | --- | --- | --- | ------ |
| 1    | Helmut Polensky |     | 13  |     |     | 1   |     | 1   |     | 2   | 3   | 74     |
| 2    | Ian Appleyard   | 2   |     | 1   | 5   |     |     | 5   |     |     | 2   | 66     |
| 3    | Gert Seibert    |     | 1   |     |     | 2   |     |     |     |     |     | 42     |